# Gladhouse Reservoir
Das Gladhouse Reservoir ist ein Stausee in der schottischen Council Area Midlothian. Es handelt sich um das größte Süßwasserreservoir in der Region Lothian.

## Geographie
Der See liegt am Rande der zu den Southern Uplands gehörigen Moorfoot Hills in einer dünnbesiedelten Region im Süden von Midlothian. Die nächstgelegene Ortschaft ist das sechs Kilometer nördlich befindliche Temple. Das Gladhouse Reservoir ist etwa 1,9 km lang bei einer maximalen Breite von 1,4 km. Hierbei bedeckt es eine Fläche von 1,86 km2. Mehrere Bäche speisen den See, von denen der South Esk am Südufer einmündet und im Norden abfließt. 1,5 km nördlich mündet er mit dem Rosebery Reservoir in den nächsten Stausee ein.

## Geschichte
Das Gladhouse Reservoir gehört zu einem Netz von Stausee entlang der Flüsse North und South Esk. Es wurde im 19. Jahrhundert zur Versorgung von Edinburgh aufgebaut, nachdem die älteren Stauseen in den Pentland Hills nicht mehr den Anforderungen genügten. Der See wurde im Jahre 1879 aufgestaut und ist damit der älteste des Netzwerks. Er dient heute noch der Trinkwasserversorgung.
Um den See wurde zwischenzeitlich ein Naturschutzgebiet sowie eine Site of Special Scientific Interest eingerichtet. Er stellt ein bedeutendes Winternistgebiet für verschiedene Gänsearten dar. Außerdem nutzen Angler die reichen Forellenbestände.